# 乂静苏维埃运动

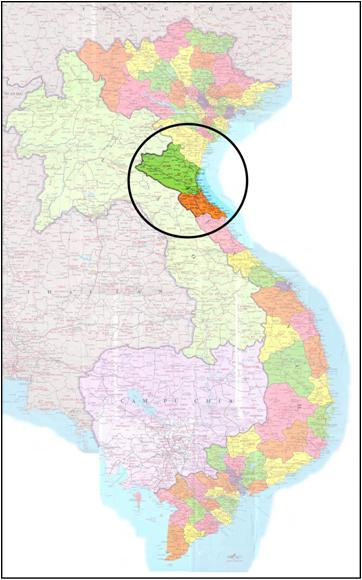
乂安省（绿色）和河靜省（橙色）在越南的位置

乂静苏维埃运动是1930年—1931年越南农民、工人和知识分子以及越南共产党人士為反對法屬印度支那而發起的一系列起事、罢工和示威游行。“乂静”是此次運動的主要爆發地點乂安省和河靜省的合称。當時示威者对法国殖民政策的不滿，他們認為法國殖民者對人民征收重税並且壟斷商品交易，而且政治腐敗。最終運動被法蘭西殖民帝國鎮壓。